# 四高記念文化交流館

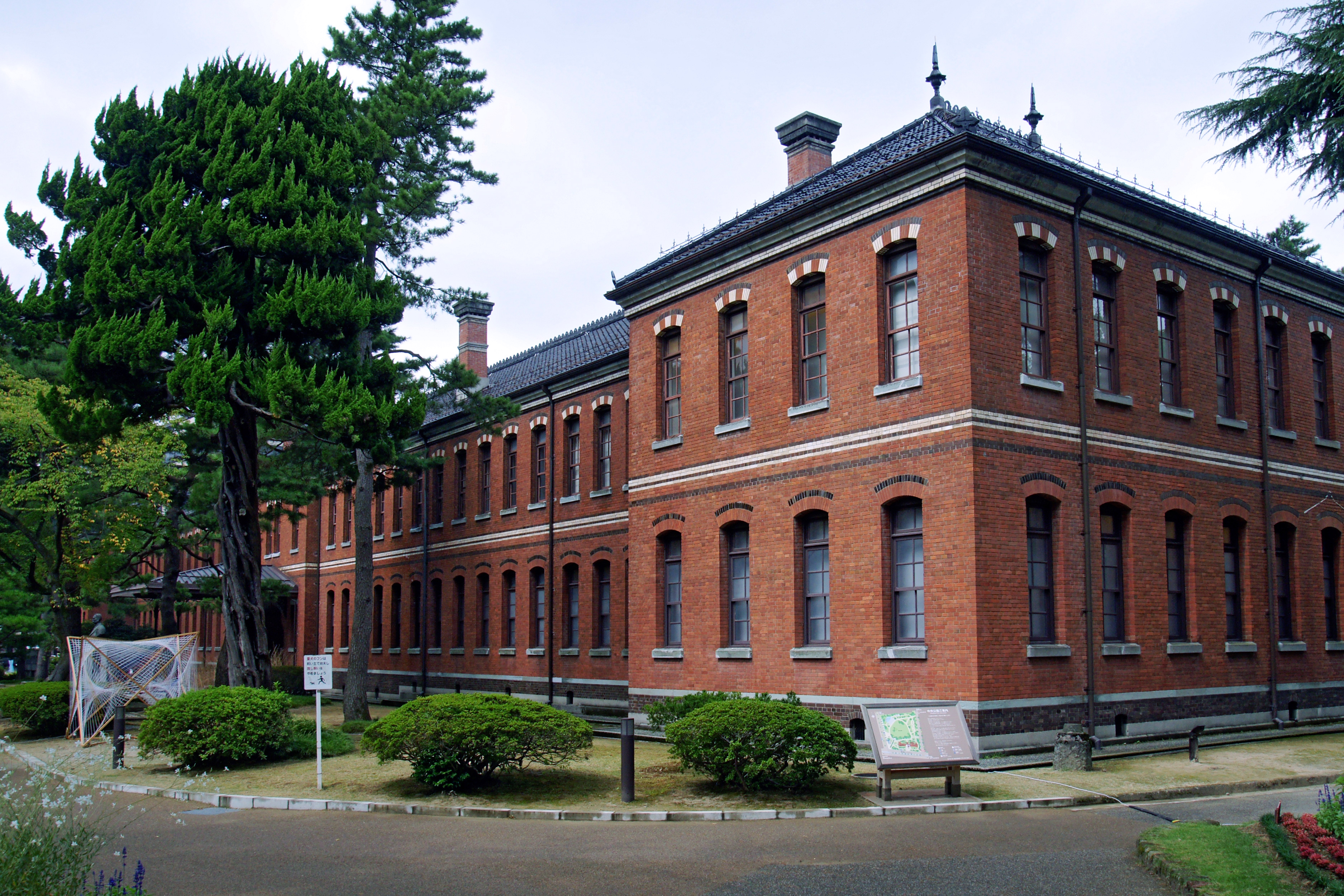
外観（石川近代文学館側）

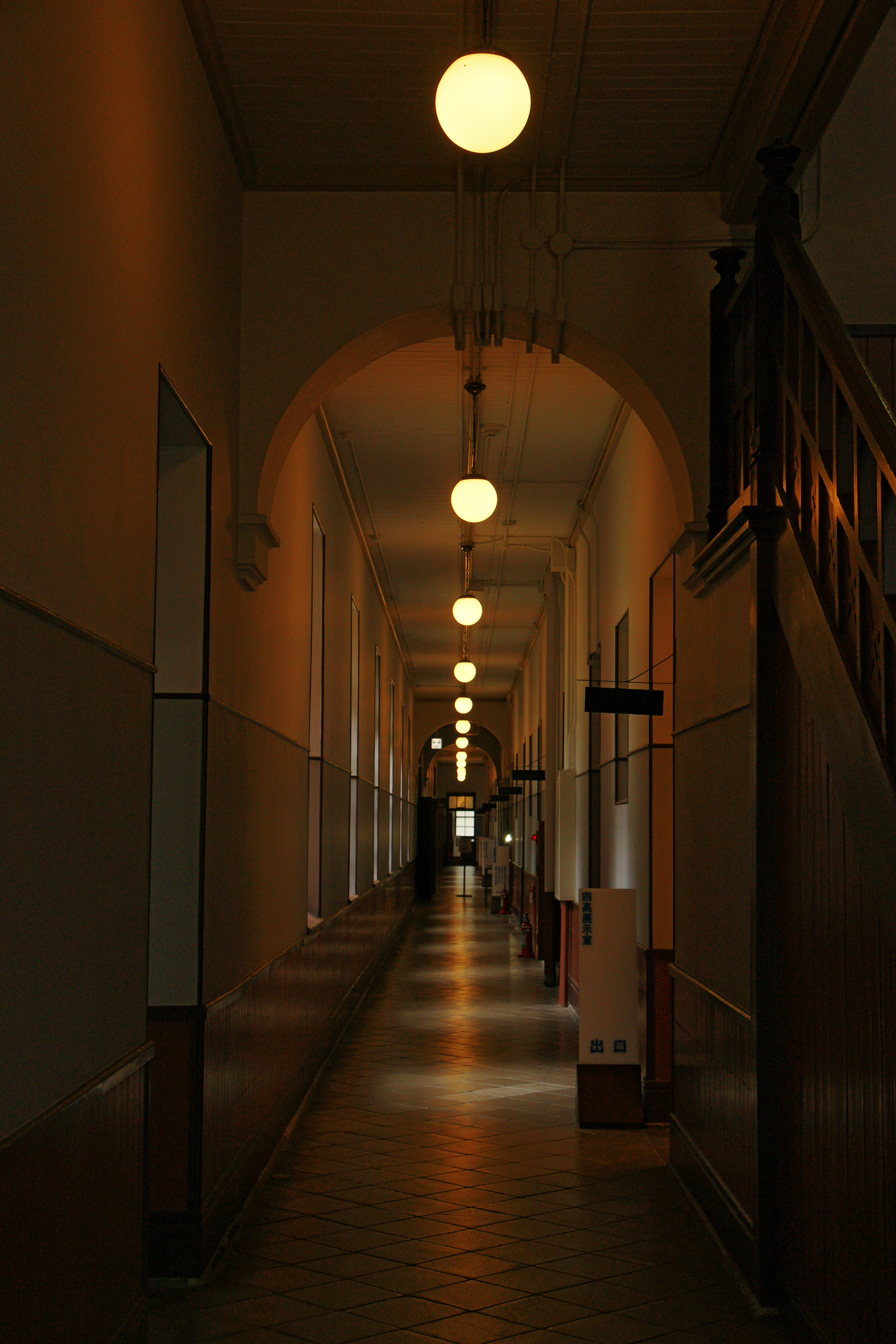
内部

四高記念文化交流館（しこうきねんぶんかこうりゅうかん）は、石川県金沢市にある文化施設である。

## 概要
石川県が2008年（平成20年）に旧第四高等学校（略称は「四高（しこう）」）に関する資料の展示と文化活動の機会を提供する目的で設置した。金沢市中心部の香林坊から兼六園につづく百万石通りに面し、後方にはいしかわ四高記念公園の緑地が広がる。建物は1891年（明治24年）築の煉瓦造り2階建てで国指定の重要文化財である。正面から見て左半分は無料ゾーンの四高記念館、右半分は有料ゾーンの石川近代文学館となっている。初代館長は加賀藩主前田家18代当主の前田利祐である。

## 建物
建物は1891年（明治24年）に建てられた旧第四高等中学校本館である。翌1892年（明治25年）の旧第四高等中学校開校から1950年（昭和25年）の旧第四高等学校閉校まで旧制高等学校として使用され、次いで1964年（昭和39年）まで金沢大学理学部として使用された。その後も金沢地方裁判所、石川県立郷土資料館として保存・活用された。1969年（昭和44年）3月12日には貴重な煉瓦造りの初期公立学校であるとして重要文化財に指定された。1986年（昭和61年）、石川県立郷土資料館が本多の森公園に移転したことに伴い、隣接地にあった石川近代文学館が移転入館。2008年4月26日に現施設としてリニューアルオープンした。所有は文部科学省であり、石川県が文化庁から使用許可を受けている。

## 石川近代文学館
泉鏡花、徳田秋声、室生犀星など石川県ゆかりの文学者の著作や遺品などを集めた文学館である。有料ゾーンとなっている。2008年のリニューアル前は石川県が財団法人石川近代文学館に建物全体の管理を委託し、同財団が文学館の運営を行っていたが、リニューアル後は石川県が建物を公の施設として直接管理運営し、文学館エリアの運営を同財団に委託している。

## 四高記念館
明治から昭和にかけて使用されていた旧第四高等学校（中学校）の歴史を展示する四高展示室4室のほか、旧四高の教室を展示、講座等に利用できる多目的利用室5室、レトロな椅子やテーブルが備えられたレトロ体験室1室がある。同地が金沢市の中心部にあり、街中の活性化を図るため、無料ゾーンとして開放されている。
2024年（令和6年）1月1日に発生した能登半島地震では、壁にひび割れが生じる被害が発生した。

## 周辺施設
- いしかわ四高記念公園（旧石川県中央公園）
- 石川県政記念しいのき迎賓館
- 金沢21世紀美術館
- 金沢能楽美術館
- 兼六園
- 金沢城
- 香林坊アトリオ

## 交通アクセス
- 金沢駅から「兼六園シャトル」に乗車し15分、香林坊(四校記念館前)で下車
  - このほか、金沢駅東口6番のりばから発車するほぼすべてのバスが上記バス停に停車する。
- 金沢ふらっとバス（材木ルート）「香林坊・仙石通り」または（菊川ルート）「香林坊」バス停下車